# Ван Юэ (дзюдоистка)
Ван Юэ (кит. 王悦; род. 12 февраля 1997 года) — китайская парадзюдоистка. Серебряная призёрка летних Паралимпийских игр 2024 года в Париже. Бронзовая призёрка летних Паралимпийских игр 2020 года в Токио.

## Биография
28 августа 2021 года приняла участие на летних Паралимпийских играх 2020 в Токио в весовой категории до 63 кг. В четвертьфинале победила испанку Марту Арсе Пайно, в полуфинале уступила азербайджанке Ханым Гусейновой. В матче за третье место победила россиянку Ольгу Позднышеву и завоевала «бронзу».
6 сентября 2024 года приняла участие на летних Паралимпийских играх 2024 в Париже в весовой категории до 70 кг (класс J2). В полуфинале победила грузинку Ину Калдани, в финале уступила бразильской дзюдоистке Алане Малдонаду и завоевала серебряную медаль Паралимпиады-2024.

## Спортивные результаты
| Год  | Турнир                          | Место проведения | Категория    | Место |
| ---- | ------------------------------- | ---------------- | ------------ | ----- |
| 2018 | Чемпионат мира                  | Одивелаш         | до 63 кг     | 3     |
| 2024 | Летние Паралимпийские игры 2020 | Токио            | до 63 кг     | 3     |
| 2023 | Азиатские Параигры 2022         | Ханчжоу          | до 70 кг, J2 | 1     |
| 2024 | Летние Паралимпийские игры 2024 | Париж            | до 70 кг, J2 | 2     |